# La Seconde Confession
La Seconde Confession — The Second Confession dans l'édition originale américaine — est un roman policier américain de Rex Stout, publié en 1949. C’est le douzième roman de la série policière ayant pour héros Nero Wolfe et son assistant Archie Goodwin.

## Personnages
- Nero Wolfe : détective privé
- Archie Goodwin : assistant de Nero Wolfe, et narrateur du récit
- Mr. et Mrs. James Sperling : clients de Nero Wolfe
- Gwenn Sperling : leur fille cadette
- Madeline Sperling : l'aînée
- Jimmy Sperling : le fils
- Louis Rony : Attorney et soupirant de Gwenn
- Webster Kane : économiste et consultant pour la firme Sperling
- Paul et Connie Emerson : commentateur radio et sa femme
- Lou Cohen : reporte à The Gazette
- Harvey et Stevens : membres du parti communiste américain
- Cleveland Archer : District attorney du Westchester County
- Ben Dykes : chef d'une agence de détectives
- Saul Panzer et Ruth Brady : agents de Nero Wolfe
- Arnold Zeck : chef d'une organisation criminelle

## Résumé
Le gros industriel James Sperling demande à Nero Wolfe d'enquêter sur Louis Rony, un attorney qui s'intéresse à l'une de ses filles. Méfiant à l'égard du jeune homme, Sperling veut que Wolfe trouve une preuve de l'appartenance de l'attorney au Parti communiste des États-Unis d'Amérique. Wolfe croit plutôt, connaissant de réputation l'attorney, que Louis Rony est plutôt de mèche avec le baron du crime Arnold Zeck, aussi le détective hésite-t-il avant de se charger finalement de cette enquête. 
Archie Goodwin se rend à la propriété des Sperling, où se trouvent de nombreux invités, pour tenter de persuader la jeune Gwenn de rompre avec Louis Rony. L'enquête se révèle difficile, car Archie remarque que Louis Rony est sur ses gardes, mais il parvient à découvrir sur lui une carte du parti communiste libellé au nom de William Reynolds.
De retour à New York, Archie apprend que, pendant son absence, Nero Wolfe a appris que Rony fait bien partie de l'organisation criminelle du caïd Arnold Zeck, celui-ci lui ayant donné l'ordre de laisser tomber l'affaire en cours. Peu après, pendant que Wolfe et Archie Goodwin sont dans le bureau de l'appartement, ils reçoivent un avertissement tangible de la part de Zeck : des salves de mitraillettes arrosent l'immeuble et détruisent les serres d'orchidées sur le toit.  Mais Nero  Wolfe n'est pas un homme à se laisser intimider.  

## Particularités du roman
Précédé par Ici, Radio New York et suivi de Ça arrive dans les meilleures familles, La Seconde Confession est le deuxième volet d'une trilogie où s'opposent Nero Wolfe et le baron du crime Arnold Zeck.

## Éditions
Édition originale en anglais
- (en) Rex Stout, The Second Confession, New York, Viking Press, 1950

Éditions françaises
- (fr) Rex Stout (auteur) et Madeleine Michel-Tyl (traducteur), La Seconde Confession [« The Second Confession »], Paris, Fayard, coll. « L’Homme aux orchidées no 12 », 1951, 224 p. (BNF 32649473)
- (fr) Rex Stout (auteur) et Madeleine Michel-Tyl (traducteur), La Seconde Confession [« The Second Confession »], Paris, Librairie des Champs-Élysées, coll. « Le Club des Masques no 301 », 1977, 189 p. (ISBN 2-7024-0801-X, BNF 34591811)

## Sources
- André-François Ruaud, Les Nombreuses Vies de Nero Wolfe - Un privé à New York, Lyon, Les moutons électriques, coll. Bibliothèque rouge, 2008  (ISBN 978-2-915793-51-2)
- J. Kenneth Van Dover, At Wolfe's Door: The Nero Wolfe Novels of Rex Stout, 2e édition, Milford Series, Borgo Press, 2003  (ISBN 0-918736-51-X).